# 카이어필리 치즈
카이어필리 치즈(영어: Caerphilly cheese, 웨일스어: caws Caerffili 카우스 카이르필리)는 웨일스 카이어필리 원산의 치즈이다.